# Данте, Джо
Джо́зеф Да́нте-младший (англ. Joseph Dante, Jr.; 28 ноября 1946 года, Морристаун, Нью-Джерси, США), более известный как Джо Данте (Joe Dante) — американский кинорежиссёр и продюсер, прославившийся работами в жанре комедии и фильмов ужасов.
Наиболее известные работы включают в себя картины «Пиранья» (1978) и «Вой» (1981), снятые по сценариям Джона Сэйлса. Первый кассовый хит — «Гремлины» (1984) и его продолжение «Гремлины 2: Новенькая партия» (1990).

## Биография
Джозеф Данте-младший родился 28 ноября 1946 года в городе Морристаун в штате Нью-Джерси. Его отец был профессиональным игроком в гольф. Свою карьеру в кино Джо Данте начал с работы с Роджером Корманом. Он был монтажёром многих фильмов, в частности «Большая автокража» Ховарда, а затем вместе с Алланом Аркушем снял фильм «Бульвар Голливуд».
Первым проектом, полностью возложенным на плечи Данте, стал фильм ужасов «Пиранья» 1978 года. Затем последовал триллер «Вой». Фильмы привлекли внимание Стивена Спилберга, для которого Данте снял третью часть фильма «Сумеречная зона».
Затем последовали «Гремлины» и «Гремлины 2: Новенькая партия». Кроме того, Данте поработал со Спилбергом на съёмках картины «Внутренний космос». Визитной карточкой фильмов Данте стали выдающиеся спецэффекты, а также шутки-отсылки к другим фильмам.
В начале 1990-х годов Джо Данте был утверждён кинокомпанией Paramount Pictures в качестве режиссёра фильма «Фантом». Совместно с и Джеффри Боумом Данте написал черновой вариант сценария, однако после того как компания отложила съёмки фильма на год, Данте оставил проект и в титрах позже значился лишь как один из многочисленных исполнительных продюсеров.

## Фильмография

### Режиссёр
- 1978 — Пиранья
- 1979 — Школа рок-н-ролла
- 1981 — Вой
- 1982 — Полицейский отряд
- 1983 — Сумеречная зона
- 1984 — Гремлины
- 1985 — Исследователи
- 1986 — Удивительные истории (эпизоды Буу! и Гриббл)
- 1987 — Внутреннее пространство
- 1987 — Амазонки на Луне
- 1989 — Предместье
- 1990 — Гремлины 2: Новенькая партия
- 1991 — 1992 — Мистический городок Эйри в Индиане
- 1993 — Дневной сеанс
- 1994 — Дочери в бегах
- 1997 — Вторая гражданская война
- 1998 — Полководец: Битва за Галактику
- 1998 — Солдатики
- 2003 — Луни Тюнз: Снова в деле
- 2005 — Мастера ужасов (эпизод Возвращение домой)
- 2006 — Пойманные в ловушку
- 2007 — Величайшее шоу на Земле
- 2007 — C.S.I.: Место преступления Нью-Йорк
- 2009 — Врата в 3D
- 2012 — 2014 — Гавайи 5.0
- 2014 — Моя девушка – зомби
- 2018 — Кинотеатр кошмаров